# Parque de las Avenidas (métro de Madrid)
Parque de las Avenidas est une station de la ligne 7 du métro de Madrid, en Espagne. Elle est établie sous l'avenue de Bruxelles, dans le quartier de La Guindalera, de l'arrondissement de Salamanca.

## Situation sur le réseau
La station se situe entre Cartagena à l'ouest et
Barrio de la Concepción à l'est.

## Histoire
La station est ouverte aux voyageurs le 17 mars 1975, lors de la mise en service de la deuxième section de la ligne 7 entre Pueblo Nuevo et Avenida de América. En 2007, elle fait l'objet d'une rénovation générale consistant notamment à changer les revêtements muraux.

## Services aux voyageurs

### Accès et accueil
La station possède deux accès par des escaliers et escaliers mécaniques, mais n'est pas équipée d'ascenseurs.

### Intermodalité
La station est en correspondance avec les lignes d'autobus n°43, 53, 74 et 122 du réseau EMT.